# البنك المركزي الفلبيني
البنك المركزي الفليبيني؛ هو البنك المركزي للفلبين . تم تأسيسها في 3 يوليو 1993 ، وفقًا لقانون الجمهورية 7653 أو قانون البنك المركزي الجديد لعام 1993.

## الادوار والمسؤوليات
1. إدارة السيولة ، من خلال صياغة وتنفيذ السياسة النقدية التي تهدف إلى التأثير على عرض النقود، بما يتوافق مع هدفها الأساسي للحفاظ على استقرار الأسعار،
2. قضية العملة . يتمتع بالسلطة الحصرية لإصدار العملة الوطنية. جميع الأوراق النقدية والعملات المعدنية الصادرة عنها مضمونة بالكامل من قبل الحكومة وتعتبر مناقصة قانونية لجميع الديون الخاصة والعامة،
3. مقرض الملاذ الأخير ، عن طريق مد الخصومات والقروض والسلفيات للمؤسسات المصرفية لأغراض السيولة ،
4. الإشراف المالي ، من خلال الإشراف على البنوك وممارسة الصلاحيات التنظيمية على المؤسسات غير المصرفية التي تؤدي وظائف شبه مصرفية،
5. إدارة احتياطيات العملات الأجنبية ، عن طريق الحفاظ على احتياطيات دولية كافية لتلبية أي طلبات صافية متوقعة على العملات الأجنبية من أجل الحفاظ على الاستقرار الدولي وقابلية تحويل البيزو الفلبيني،
6. تحديد سياسة سعر الصرف ، من خلال تحديد سياسة سعر الصرف في الفلبين. في الوقت الحالي، يلتزم بسياسة سعر الصرف الأجنبي الموجهة نحو السوق
7. كونه المصرفي، والمستشار المالي والوديع الرسمي للحكومة، وأقسامها السياسية والأدوات وشركات مملوكة للدولة .[2]

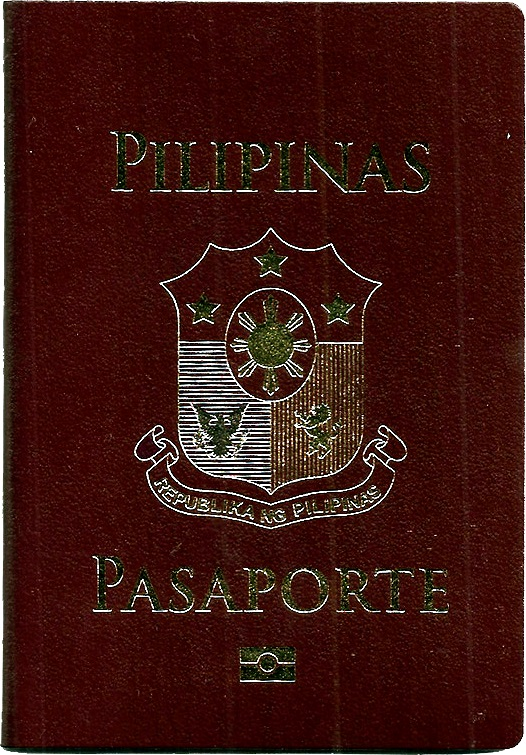
جوازات السفر

## المنشورات
- Villegas، Ramón N. (1983). Kayamanan: The Philippine Jewelry Tradition. Central Bank of the Philippines. ISBN:9711039001. مؤرشف من الأصل في 2014-07-29. اطلع عليه بتاريخ 2014-04-24.

## روابط خارجية
- الموقع الرسمي